# Мыцык, Василий Фёдорович
Василий Фёдорович Мыцык (1913-1945) — подполковник Рабоче-крестьянской Красной Армии, участник Великой Отечественной войны, Герой Советского Союза (1945).

## Биография
Василий Мыцык родился 2 марта 1913 года в селе Висачки (ныне — Лубенский район Полтавской области Украины). Окончил семь классов школы и Лубенский строительный техникум. В 1932 году Мыцык был призван на службу в Рабоче-крестьянскую Красную Армию. Окончил Киевское артиллерийское училище и Военную академию имени Ф. Э. Дзержинского. С июля 1941 года — на фронтах Великой Отечественной войны. В боях был тяжело ранен.
К 1944 году гвардии подполковник Василий Мыцык командовал 75-м гвардейским зенитным артиллерийским полком 12-го гвардейского танкового корпуса 2-й гвардейской танковой армии. 20 января — 27 июля 1944 года во время боёв за освобождение Украинской и Молдавской ССР, Румынии, артиллеристами полка было сбито 17 самолётов противника. В августе 1944 года, участвуя в боях в Польше, ими было сбито ещё 16 вражеских самолётов, а 14 января — 20 марта 1945 года — ещё 39. 27 апреля 1945 года в бою Мыцык получил тяжёлые ранения, от которых умер 15 мая 1945 года. Похоронен в польском городе Гожув-Велькопольски.
Указом Президиума Верховного Совета СССР от 31 мая 1945 года за «образцовое командование полком и проявленные при этом личное мужество и героизм» гвардии подполковник Василий Мыцык посмертно был удостоен высокого звания Героя Советского Союза. Также был награждён орденами Ленина, Красного Знамени и Отечественной войны 1-й степени, рядом медалей.

## Память
- в конце 1940х годов в сельской школе села Вовчик Полтавской области по инициативе учителя географии, фронтовика И. И. Саенко был создан школьный музей (в 1950е годы получивший отдельное здание и статус сельского музея). В этом музее была создана экспозиция, посвящённая жителям села, участвовавшим в Великой Отечественной войне - в том числе, двум погибшим Героям Советского Союза (Д. И. Сирику и В. Ф. Мицику)[2]
- В честь Мыцыка названа школа на его родине[1].